# Buddy Banks (Bassist)
Alvin „Buddy“ Banks (* 15. Januar 1927 in St. Thomas (Ontario), Kanada; † 7. August 2005 in Las Vegas) ist ein amerikanischer Kontrabassist des Modern Jazz.

## Leben und Wirken
„Buddy“ Banks wuchs in den Vereinigten Staaten auf. Er spielte in der Highschool Klarinette, dann Piano; als Soldat der US-Armee, die einen Bassisten brauchte, kam er 1948 nach Europa. In Wien entstanden erste Aufnahmen mit Thurmond Young; deren Ensemble
trat u. a. im Wiener Colored Club auf. In Lausanne spielte er 1949 mit James Moody; in Paris arbeitete er 1950 mit Gerry Wiggins, anschließend lebte er in der Schweiz, spielte mit Bill Coleman in Bern, Belgien und in Le Havre. Nach Pass-Problemen musste er 1953 die Schweiz verlassen und zog nach Paris, wo er einer der frühen Bebop-Spieler war und häufig an Aufnahmesessions, u. a. bei dort lebenden amerikanischen wie auch mit lokalen Musikern mitwirkte, wie Hazel Scott, Buck Clayton, Lionel Hampton, Mezz Mezzrow, Mary Lou Williams/Don Byas, Albert Nicholas sowie Gérard Pochonet und André Persiany.
1954 ging Banks mit Michel Attenoux und mit Sidney Bechet auf Tourneen durch West- und Mitteleuropa. Im selben Jahr leitete Banks gemeinsam mit Bobby Jaspar eine Aufnahmesession in Paris (Jazz de chambre), an der Roy Haynes, Bob Dorough und Jimmy Gourley, bei der Banks solistisch bei Standards wie „Yesterdays“ Akzente setzte. 1956 ging er zur US-Luftwaffe, um in Hawaii die Air Force Band und die Hickham Air Force Base Band zu leiten. 1968 wurde er aus der Air Force entlassen und arbeitete dann bis 1985 als Maschinist im Hafen von Pearl Harbor. Daneben spielte er weiter als Bassist in verschiedenen Bands und im Sinfonieorchester von Honolulu. Auch trat er mit Stanley Morgans Ink Spots auf. In den 1990er Jahren spielte er in der Band des Saxophonisten Gabe Baltazar.

## Diskographische Hinweise
- Buddy Banks Quartet: Jazz in Paris - Buddy Banks/Bobby Jaspar - Jazz de Chambre /(Emarcy, 1956) (mit Bob Dorough)